# Goes!
A Goes! elsősorban nőknek szóló, japán dráma CD-sorozat, melyet a Future Tech Lab videójáték-kiadó cég készített. A sorozat öt lemezből áll, az első 2014. augusztus 27-én, míg az utolsó 2016. november 5-én jelent meg. 2016. január 27-e és 2016. április 20-a között négy szereplődal-album is megjelent. 2016. november 25-én a Future Tech Lab megjelentetett egy PlayStation Vita-exkluzív otome visual novel videójáték-adaptációt, melyet a Petit Reve fejlesztett.

## Fogadtatás
A Famicú japán szaklap írói három hetes és egy nyolcas pontszámmal, összesítve 29/40-es értékeléssel díjazták a PlayStation Vita-játékot.